# Мико (певец)
Пиер Микеле Боцети (Pier Michele Bozzetti), известен с музикалните си псевдоними Дон Мико (Don Miko), Мико (Miko) и Мико Мисията (Miko Mission), е италиански италодиско и поп певец.
На сцената е още от 60-те години, като през 70-те години участва няколко пъти в музикалния фестивал в Сан Ремо.
Истински пробив в денс-чарт класациите и дискотеките прави със сингъла How Old Are You? от 1984 г.

## Музика
- ((en)) MIKO MISSION - HOW OLD ARE YOU
- ((en)) Miko Mission - How Old Are You? 12" Swedish Remix